# Klein Nordende
Klein Nordende est une commune allemande du Schleswig-Holstein, située dans l'arrondissement de Pinneberg (Kreis Pinneberg), à quatre kilomètres au sud du centre-ville d'Elmshorn. Klein Nordende fait partie de l'Amt Elmshorn-Land (« Elmshorn-campagne ») qui regroupe sept communes autour d'Elmshorn.

## Jumelage
- Zempin (Allemagne)[1]